# Grand Prix d'Isbergues 2011
La 65e édition du Grand Prix d'Isbergues a eu lieu le 18 septembre 2011. Il s'agit de la quatorzième et avant-dernière épreuve de la Coupe de France de cyclisme sur route 2011. L'épreuve, remportée par le coureur danois Jonas Aaen Jørgensen, fait partie du calendrier de l'UCI Europe Tour 2011 en catégorie 1.1.

## Classement final
| \| Classement général \| Classement général \| Classement général \| Classement général \| Classement général \| \| Coureur \| Coureur \| Pays \| Équipe \| Temps \| \| ------------------ \| -------------------- \| ------------------ \| ------------------ \| ------------------ \| \| 1er \| Jonas Aaen Jørgensen \| Danemark \| Saxo Bank-Sungard \| 5 h 01 min 05 s \| \| 2e \| Stuart O'Grady \| Australie \| Leopard-Trek \| + 0 s \| \| 3e \| Robert Wagner \| Allemagne \| Leopard-Trek \| + 8 s \| \| 4e \| Borut Božič \| Slovénie \| Vacansoleil-DCM \| + 8 s \| \| 5e \| Alexander Kristoff \| Norvège \| BMC Racing Team \| + 8 s \| \| 6e \| Fumiyuki Beppu \| Japon \| Team RadioShack \| + 8 s \| \| 7e \| Romain Feillu \| France \| Vacansoleil-DCM \| + 8 s \| \| 8e \| Anthony Ravard \| France \| AG2R La Mondiale \| + 8 s \| \| 9e \| Mickaël Delage \| France \| FDJ \| + 8 s \| \| 10e \| Alexander Porsev \| Russie \| Katusha \| + 8 s \| |                      |           |                   |                 |
| |                      |           |                   |                 |
| |                      |           |                   |                 |
| Classement général |                      |           |                   |                 |
| Coureur | Coureur              | Pays      | Équipe            | Temps           |
| 1er | Jonas Aaen Jørgensen | Danemark  | Saxo Bank-Sungard | 5 h 01 min 05 s |
| 2e | Stuart O'Grady       | Australie | Leopard-Trek      | + 0 s           |
| 3e | Robert Wagner        | Allemagne | Leopard-Trek      | + 8 s           |
| 4e | Borut Božič          | Slovénie  | Vacansoleil-DCM   | + 8 s           |
| 5e | Alexander Kristoff   | Norvège   | BMC Racing Team   | + 8 s           |
| 6e | Fumiyuki Beppu       | Japon     | Team RadioShack   | + 8 s           |
| 7e | Romain Feillu        | France    | Vacansoleil-DCM   | + 8 s           |
| 8e | Anthony Ravard       | France    | AG2R La Mondiale  | + 8 s           |
| 9e | Mickaël Delage       | France    | FDJ               | + 8 s           |
| 10e | Alexander Porsev     | Russie    | Katusha           | + 8 s           |